# Щурин
Щу́рин (укр. Щурин) — село в Доросиневской сельской общине Луцкого района Волынской области Украине.
До 2020 года входило в Рожищенский район.
Код КОАТУУ — 0724587201. Население по переписи 2001 года составляет 673 человека. Почтовый индекс — 45130. Телефонный код — 3368. Занимает площадь 2,15 км².